# NGC 5712
NGC 5712 ist eine 14,5 mag helle elliptische Galaxie vom Hubble-Typ E-S0 im Sternbild Kleiner Bär und etwa 311 Millionen Lichtjahre von der Milchstraße entfernt.
Sie wurde am 20. Dezember 1797 von Wilhelm Herschel mit einem 18,7-Zoll-Spiegelteleskop entdeckt, der sie dabei mit „vF, S, resolvable. It is preceded by a small patch of stars which appears almost like this nebula, but more resolved“ beschrieb.